# The More Things Change...
The More Things Change... drugi je studijski album američkog heavy metal sastava Machine Head, objavljen 25. ožujka 1997.
To je ujedno i posljednji njihov album snimljen s originalnim gitaristom Loganom Maderom te prvi sa sadašnjim bubnjarom Daveom McClainom. Kao i kod prethodnog, njegov producent je Colin Richardson. Nalazio se na 138. mjestu Billboard 200 top liste. Ime albuma je prvi dio fraze "The more things change, the more they stay the same" (Što se stvari više mijenjaju, to više ostaju iste). 

## Popis pjesama
Tekstovi: Robb Flynn. 
| 1.    | »Ten Ton Hammer«      | 4:14 |
| 2.    | »Take My Scars«       | 4:20 |
| 3.    | »Struck a Nerve«      | 3:34 |
| 4.    | »Down to None«        | 5:28 |
| 5.    | »The Frontlines«      | 5:51 |
| 6.    | »Spine«               | 6:38 |
| 7.    | »Bay of Pigs«         | 3:46 |
| 8.    | »Violate«             | 7:20 |
| 9.    | »Blistering«          | 4:59 |
| 10.   | »Blood of the Zodiac« | 6:38 |
| 52:46 |                       |      |

| 1. | »The Possibility of Life's Destruction« (obrada pjesme Dischargera) | 1:31 |
| 2. | »My Misery«                                                         | 4:42 |
| 3. | »Colors« (obrada pjesme Ice-T-a)                                    | 4:39 |

## Osoblje
Machine Head
- Robb Flynn - vokal, gitara
- Logan Mader - gitara
- Adam Duce - bas-gitara
- Dave McClain - bubnjevi